# مايكل أغاتزي
مايكل أغاتزي (بالإيطالية: Michael Agazzi)‏، هو لاعب كرة قدم إيطالي من (مواليد 3 يوليو 1984 في بونتي سان بيترو - إيطاليا)، يلعب حاليا لصالح نادي إيه سي ميلان الإيطالي منذ 2014 في مركز حراسة المرمى.
يعتبر أندريا أحد خريجي أكاديمية نادي أتالانتا ولعب في جميع المراحل السنية في النادي. ثم انتقل لنادي نادي تريستينا في عام 2004، و استمر باللعب معهم لمدة 6 سنوات شارك خلالها في 70 لقاءً. ثم في صيف 2009، انتقل إلى نادي كالياري بصفقة بلغت 575,000 يورو و شارك معهم في 122 لقاءً.
وفي صيف عام 2014, انتقل إلى نادي إيه سي ميلان بصفقة انتقال حر، ليخلف الحارس ماركو أميليا.

## روابط خارجية
- مايكل أغاتزي على موقع قاعدة بيانات كرة القدم.إي يو (الإنجليزية)
- مايكل أغاتزي على موقع Soccerway.com (الإنجليزية)
- مايكل أغاتزي على موقع عالم كرة القدم.نت (الإنجليزية)
- مايكل أغاتزي على موقع AS.com (الإسبانية)